# OKUDA

Mural von OKUDA am Musée des Beaux-Arts de Liége

OKUDA, bürgerlich Oscar San Miguel (* 19. November 1980 in Santander, Spanien) ist ein spanischer Streetart-Künstler. Er ist vor allem für seine großformatigen Arbeiten mit farbigen geometrischen Formen bekannt. 2016 stand er in der TOP-100-Liste der weltweit bekanntesten Streetart-Künstler des Online-Magazins Widewalls auf Platz 42.

## Leben
OKUDA lebt seit dem Jahr 2000 in Madrid. 2007 erwarb er einen Bachelorabschluss in Bildender Kunst an der Complutense Universität Madrid. Seit seinem künstlerischen Start im Jahr 1997 entstanden erste Arbeiten an Gleisanlagen und in verlassenen Fabriken rund um seine Heimatstadt Santander. Parallel zu seiner Arbeit auf der Straße begann er auch in seinem Atelier an Leinwänden zu arbeiten. Ab etwa 2009 entwickelt er seinen persönlichen, typisch geometrischen Stil.

## Werk

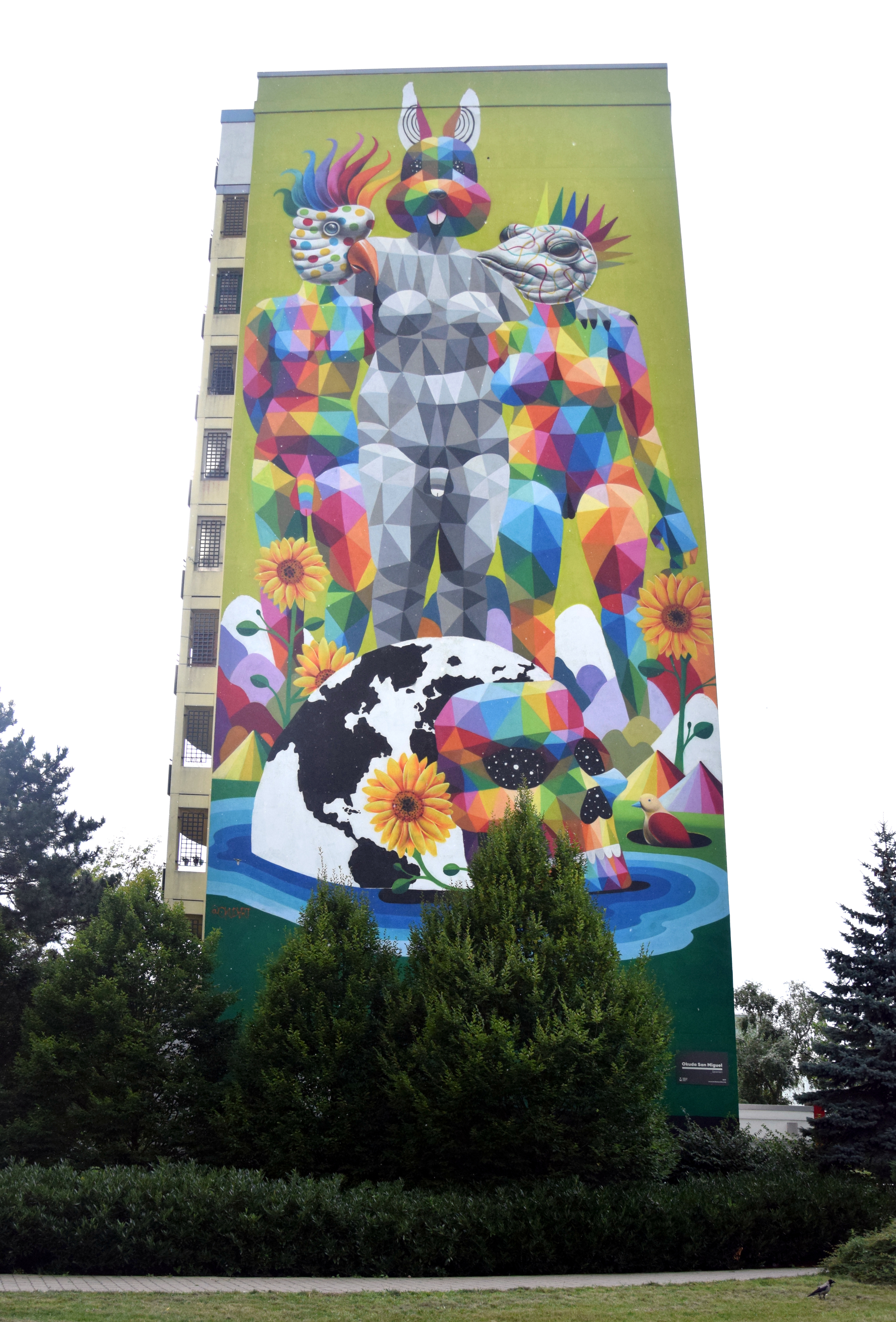
Mural von OKUDA in Berlin-Marzahn anlässlich des Berlin Mural Fest 2019

OKUDAs Arbeiten sind vorwiegend durch mehrfarbige geometrische Strukturen und Muster mit starken Kontrasten geprägt. Diese werden teilweise verbunden mit grauen Körpern, nicht selten kopflosen Figuren, Symbolen und organischen Formen. Kunstkritiker kategorisieren seinen Stil als Pop Surrealismus mit klarem Einfluss der Straße. Er selbst ist getrieben von der Vorstellung eines falschen Gefühls der Freiheit, die er in seiner Kunst zu verarbeiten versucht. Seine Werke sollen Widersprüche über den Existentialismus, das Universum, das Unendliche, den Sinn des Lebens, die Gesellschaft und den Kapitalismus aufwerfen und sollen den Konflikt zwischen der Moderne und den menschlichen Wurzeln darstellen. Laut OKUDA ist er von allem, was ihn umgibt, inspiriert, sei es aus der Umwelt oder aus alltäglichen Dingen, in denen er Motivation findet. Sein Interesse gilt der Pop-Kultur, vor allem Film und Mode. Das Reisen bietet ihm die Möglichkeit, weiteren Farben und Formen zu entdecken. Alle diese Interessen lässt er in seinen Stil einfließen.
Obwohl OKUDA vorwiegend in Madrid lebt und arbeitet, sind seine Kunstwerke in Straßen und Galerien auf der ganzen Welt zu sehen: Indien, Mali, Mosambik, USA, Japan, Chile, Brasilien, Peru, Südafrika, Mexiko und dem europäischen Kontinent. Seine Gestaltung urbaner Räume wird zumeist in Auftrag gegeben und zur Veränderung des Stadtbildes genutzt. So hat er beispielsweise 2016 die Innenwände einer 100-jährigen Kirche Santa Barbara in Llanera, Asturien bemalt, die nun den Namen Kaos-Tempel trägt.
Neben seinen großformatigen Fassadenarbeiten und Gemälden arbeitet er zudem an Skulpturen, Fotografien und den sogenannten tapestries, gestickten Versionen seiner Gemälde. Werke und Illustrationen des Künstlers wurden in Plakaten und Kunstinstallationen ausgestellt, die von Marken wie Puma, Adidas, Kia Motors, POLO Ralph Lauren und vielen anderen gesponsert wurden.

## Ausstellungen

### Einzelausstellungen
- 2016: AsiAfricalism, Kalembach Gallery, Amsterdam
- 2014: Vidas Inertes, Underdogs Gallery, Lissabon
- 2013: Dream or Die, SC Gallery, Bilbao
- 2012: Welcome to 12/12/12, Fifty24MX, Mexiko-Stadt
- 2011: Prohibido Vivir, SC Gallery, Bilbao
- 2010: Irrealismolandia Iam Gallery, Espacio Espora, Madrid
- 2009: Ecourbansistem, Medina Coheli, Santillana del Mar, Cantabria
- 2088: Brain vs Heart, SC Gallery, Bilbao
- 2007: Brain vs Heart, Montana Gallery, Valencia
- 2006: Interior World, Montana Gallery, Barcelona
- 2005: Toxiciudad, Sala La Canela, Cádiz

### Gruppenausstellungen
- 2016: Affordable Art Fair Active Art Gallery, Hamburg
- 2015: IamXUp&Coming,  Kreisler Gallery, Madrid
- 2015: LAX/LTW, Thinkspace Invades Detroit, Inner State Gallery. Detroit
- 2015: RED. Expresionism, 19Karen gallery. Gold Coast
- 2014: Kopfe Drei, Werkkunst Galerie, Berlin
- 2014: POP POP POP Second Above Gallery, Hongkong
- 2014: Summer Times, Yusto-Giner Gallery, Marbella
- 2013: ART FAIR, IAM Gallery, Madrid
- 2013: AFFORDABLE ART FAIR, Active Art Gallery, Hamburg
- 2012: MINIMART, Fifty24MX, Mexiko-Stadt
- 2012: Espanish Conexion, High Roller Society Gallery, London
- 2012: City of Gold, Afronova Gallery, Johannesburg.
- 2011: GRAFIKA ,30 artistas de la España joven, Ins. Cervantes, Burdeos, France
- 2011: LIBERTÉ DES STYLES, Abbey du Ronceray, Angers
- 2011: Siempre nos quedará la pintura, Sala Casyc, Santander
- 2010: ART STARS by Polo Ralph Lauren, Phillips De Pury, London
- 2010: DEL SOL Experiences, Del Sol St Gallery, Santander
- 2009: The Generation, Nyc Showroom Gallery, New York
- 2009: FEM Artendencias 09, Plaza Museo Reina Sofia, Madrid
- 2008: Bienal Internacional de Bello Horizonte, Brasilien
- 2007: Mixing & Matchig chairs, Visiónica, Audirtorio, Oviedo
- 2005: Energias renovadas, Museo Conde Duque, Madrid
- 2004: el arte rupestre del siglo XXI, Museo Altamira, Kantabrien
- 2004: Cosmopolite, Taxie Gallery, Paris

### Live Paintings / Murals
- 2020: Oldenburg Filmfestival, Oldenburg[12]
- 2016: 11 Mirages to the Freedom, Iglesia Youssofia, Marokko
- 2015: EXPO MILANO 2015, Mailand
- 2015: Vision Art Fest, Crans-Montana, Schweiz
- 2015: Blooop Festival, Ibiza
- 2015: StreetArt Silos. Emerge Fest, Catania
- 2015: St Art Delhi, Delhi
- 2015: Conquer The Concrete, Chennai
- 2014: Streets of Colours by Campo Viejo, Miami, Toronto, Oslo
- 2013, 2012: Mulafest, Ifema, Madrid
- 2010: Eurocultured Manchester
- 2007, 2006: Dockers art event Barcelona, Madrid, Bilbao
- 2005: Urban Dreams Charleroi
- 2005: Dance Valley, Amsterdam
- 2004: Festimad Madrid
- 2004: Viñarock, Albacete